# Thaeides
Thaeides es una género de mariposas del neotrópico perteneciente a la familia Lycaenidae.

## Especies
Este género contiene las siguientes especies:
- Thaeides theia  (Hewitson, 1870)  Ecuador, Brasil(Río de Janeiro)
- Thaeides muela  (Dyar, 1913)  Perú
- Thaeides goleta  (Hewitson, 1877)  Colombia
- Thaeides xavieri  (Le Crom & Johnson, 1997)  Colombia
- Thaeides pyrczi  (Johnson, Le Crom & Constantino, 1997)  Venezuela.